# Ріг шакала
Ріг шакала — кістяний конусоподібний наріст, що виростає на черепах деяких  звичайних шакалів. У  Південній Азії йому приписують магічні сили. Ріг зазвичай має довжину близько сантиметра і іноді покритий довгим пучком волосся.
У XIX столітті на  Шрі-Ланці його називали «narric-comboo». Таміли і сингали традиційно вважають, що це потужний амулет, виконувач бажання власника, він може самостійно повертатися назад, коли його втрачають. Деякі сінгали вірять, що ріг робить володаря невразливим у будь-якій судовій справі.
В Непалі цілителі і знахарі вважають, що ріг допомагає вигравати в  азартних іграх і відганяє злих духів. У народності тхару з непальського регіону Бардія вважають, що шакалій ріг втягується і з'являється назовні тільки, коли шакали виють зграєю. Мисливець, якому вдається добути ріг, поміщає його в срібну скриньку з  кіноварем, який, як вважають, є для рогу джерелом харчування. Тахру вважають, що ріг дає власнику можливість бачити в темряві і спокушати жінок.
У деяких інших регіонах шакалів ріг називається «seear singhi» ( перс. «Seah» — чорний,  Хінд. «Singh» — ріг) і прив'язується на шию дитини. Люди з нижчих каст іноді продають роги, вважають, що насправді вони виготовлені з оленячих рогів заради продажу довірливим людям.
В  Бенгалії вважають, що якщо покласти шакалів ріг у сейф, кількість грошей в сейфі може збільшитися в три рази. Цим користуються деякі злочинці в Бенгальському Сансі, вони пропонують жертвам підроблені роги шакалів і пропонують покласти їх у сейф. Таким чином вони виявляють місце розташування сейфа.